# Список президентів Алжиру
У цій статті подано список глав Алжиру (із набуття незалежності 3 липня 1962 року до сьогодення). Дати курсивом означають фактичний термін тривалості повноважень.

## Список
|  | № | Правління | Фото | Глава держави                                                                                 | Партія                                 | Примітки                                                                            |
|  | - | --- | ---- | --------------------------------------------------------------------------------------------- | -------------------------------------- | ----------------------------------------------------------------------------------- |
|  |   | Тимчасовий уряд Алжирської Республіки Gouvernement provisoire de la République algérienne                          |      |                                                                                               |                                        |                                                                                     |
|  | — | 28 березня 1962 — 3 липня 1962                                                                                     |      | Абдур Рахман Фарес, Президент Тимчасового уряду Алжирської Республіки                         |                                        |                                                                                     |
|  |   | Держава Алжир (État algérien)                                                                                      |      |                                                                                               |                                        |                                                                                     |
|  | — | 3 липня 1962 — 4 серпня 1962                                                                                       |      | Абдур Рахман Фарес, Президент Тимчасової виконавчої ради                                      |                                        |                                                                                     |
|  | — | 20 вересня 1962 — 25 вересня 1962                                                                                  |      | Ферхат Аббас, Президент Тимчасового уряду Алжирської Республіки                               | ФНВ                                    |                                                                                     |
|  |   | Алжирська Народна Демократична Республіка الجمهوريّةالجزائرية (аль-Джумхурія аль-Джазаірія ад-Дімукратія аш-Шаабія) |      |                                                                                               |                                        |                                                                                     |
|  | — | 25 вересня 1962 — 15 вересня 1963                                                                                  |      | Ферхат Аббас, Президент Тимчасового уряду Алжирської Республіки                               | ФНВ                                    |                                                                                     |
|  | 1 | 15 вересня 1963 — 19 червня 1965                                                                                   |      | Ахмед Бен Белла, Президент احمد بن بلة                                                        | ФНВ                                    | справжнє ім'я Мухаммад Ахмад Бін Белла, скинутий в результаті державного перевороту |
|  | — | 19 червня 1965 — 10 грудня 1976                                                                                    |      | Полковник Хуарі Бумедьєн, Президент Революційної Ради هواري بومدين, اسمه الحقيقي محمد بوخروبة | Військовий/ФНВ                         | справжнє ім'я Мохаммед Брахім Букаруба                                              |
|  | 2 | 10 грудня 1976 — 27 грудня 1978                                                                                    |      | Полковник Хуарі Бумедьєн, Президент هواري بومدين, اسمه الحقيقي محمد بوخروبة                   | Військовий/ФНВ                         | Обраний 10 грудня 1976; помер на посту президента                                   |
|  | — | 27 грудня 1978 — 9 лютого, 1979                                                                                    |      | Рабах Бітат, виконувач обов'язків президента رابح بيطاط                                       | ФНВ                                    |                                                                                     |
|  | 3 | 9 лютого 1979 — 11 січня 1992                                                                                      |      | Полковник Шадлі Бенджедід, Президент شاذلي بن جديد                                            | ФНВ                                    | Обраний 7 лютого 1979; переобраний в лютому 1984.                                   |
|  | — | 11 січня 1992 — 14 січня 1992                                                                                      |      | Абделмалік Бенхабілус, Голова Конституційної ради Алжиру                                      | ФНВ                                    |                                                                                     |
|  | — | 14 січня 1992 — 29 червня 1992                                                                                     |      | Мухаммед Будіаф, Голова Вищої державної ради محمد بوضياف                                      | ПСР                                    | Убитий                                                                              |
|  | — | 29 червня 1992 — 31 січня 1994                                                                                     |      | Алі Кафі, Голова Вищої державної ради علي كاف                                                 | ПСР                                    |                                                                                     |
|  | 4 | 31 січня 1994 — 27 квітня 1999                                                                                     |      | Ламін Зеруаль, Глава держави اليمين زروال                                                     | Безпартійний, Збройні сили Алжиру, НДК |                                                                                     |
|  | 5 | 27 квітня 1999 — 2 квітня 2019                                                                                     |      | Абделазіз Бутефліка, Президент عبد العزيز بوتفليقة                                            | НДК, Безпартійний                      |                                                                                     |
|  | — | 9 квітня 2019 — 19 грудня 2019                                                                                     |      | Абдель Кадер Бенсалах, виконувач обов'язків президента عبد القادر بن صالح‎                     | НДО                                    |                                                                                     |
|  | 6 | від 19 грудня 2019                                                                                                 |      | Абдельмаджид Теббун, Президент عبدالمجيد تبون                                                 | ФНВ                                    |                                                                                     |